# European Policy Centre

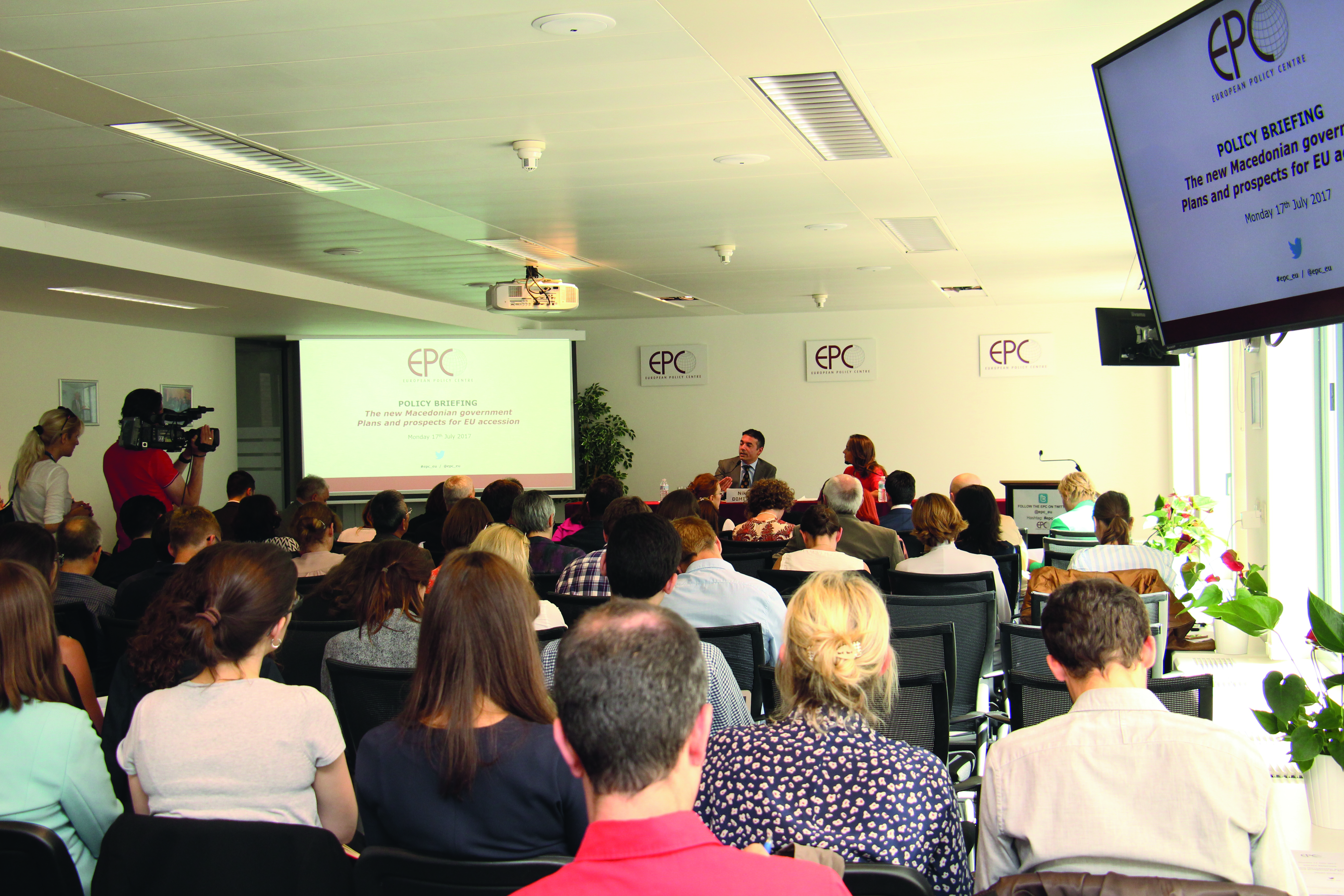
Le centre de conférence

Le European Policy Centre (EPC) est un think tank indépendant, à but non lucratif, basé à Bruxelles et fondé 1997.
Ses travaux portent sur le bon fonctionnement du processus d’intégration communautaire et cherchent à stimuler le débat et la réflexion sur les défis présents et futurs qui se posent à l’Union européenne. 

## Activités
Le directeur général de l'EPC est Fabian Zuleeg, un économiste allemand, et son directeur des études est Janis A. Emmanouilidis, politologue et économiste germano-grec. Venant d'horizons différents, les 21 analystes de l'EPC effectuent des recherches et produisent des analyses. Ils organisent des réunions d'experts et des événements avec les principales parties prenantes concernées par les affaires européennes et internationales. L'EPC travaille également avec 18 conseillers senior et 12 experts universitaires.
Le travail politique de l'EPC est organisé autour de cinq programmes principaux:
- Politiques et institutions européennes (dirigé par Corina Stratulat, senior policy advisor)
- Migration européenne et diversité (dirigé par Marie de Somer, senior policy advisor)
- Prospérité durable pour l'Europe (dirigé par Annika Hedberg, senior policy advisor)
- L'Europe sociale et le bien-être (dirigé par Claire Dhéret, senior policy advisor)
- L'Europe dans le monde (dirigé par Giovanni Grevi, Senior Fellow)

Margaret Chan, directrice générale de l'Organisation mondiale de la santé; Jacques Delors, ancien président de la Commission européenne; Mario Draghi, président de la Banque centrale européenne; Jean-Claude Juncker, président de la Commission européenne; Christine Lagarde, directrice générale du Fonds monétaire international; Martin Schulz, président du Parlement européen; Salil Shetty, secrétaire général d'Amnesty International; Donald Tusk, président du Conseil européen; ainsi que de nombreux ministres et hauts fonctionnaires d'un large éventail de pays de l'UE et de pays tiers.

## Financement
Le financement de l'EPC provient de plusieurs sources, notamment de ses partenaires stratégiques: la Fondation Roi-Baudouin, basée en Belgique, la Stiftung Mercator, basée en Allemagne, et la Fondation Adessium, basée aux Pays-Bas. Il provient également des cotisations des membres et des subventions de l'UE et d'autres organisations. Les détails de ceux-ci sont publiés sur son site Internet.

## Gouvernance
Herman Van Rompuy est président du European Policy Centre et préside son Conseil consultatif, qui comprend de nombreuses personnalités européennes: Joaquín Almunia, Maria João Rodrigues, Lord Kerr de Kinlochard, Danuta Hübner, Janez Potočnik, André Sapir, Wolfgang Schüssel, Rita Süssmuth, et Jacek Saryusz-Wolski.
L'assemblée générale de l'EPC est présidée par Fabio Colasanti, ancien directeur général de la société de l'information et des médias. Le conseil de direction est présidé par Poul Skytte Christoffersen, ancien ambassadeur du Danemark en Belgique, ancien représentant permanent auprès de l'Union européenne.
Parmi les anciens présidents du European Policy Centre figurent Peter Sutherland (1998-2011) et Philippe Maystadt (2011-2014). Hywel Ceri Jones, fondateur du programme Erasmus; António Vitorino, ancien commissaire européen; et Meglena Kouneva, ancienne commissaire européenne.

## Membres
L'EPC compte environ 350 membres, des organisations qui couvrent l'ensemble des parties prenantes à Bruxelles: des ambassades diplomatiques aux entreprises, aux organisations non gouvernementales et aux autorités régionales et locales. Les membres contribuent activement aux événements, ateliers, groupes de travail et tables rondes.